# Curtis Stevens
Curtis Palmer Stevens, född 1 juni 1898, död 15 maj 1979, var en amerikansk bobåkare.
Stevens blev olympisk guldmedaljör i tvåmansbob vid vinterspelen 1932 i Lake Placid.